# Ханенко Богдан Іванович
Богдáн Іванович Ханéнко (11 (23) січня 1849 — 26 травня (8 червня) 1917) — український колекціонер старовини і творів мистецтва, меценат, промисловець. Член Київського товариства старожитностей і мистецтв. Член Державної ради Російської імперії.

## Життєпис
|                                                |  |  |
| Ювілейна монета НБУ присвячена Богдану Ханенку |  |  |

Народився в родовому маєтку Ханенків на Чернігівщині: село Лотаки Суразького повіту Чернігівської губернії. Праправнук Миколи Даниловича, син Івана Івановича Ханенка й Катерини Богданівни. Навчався у 1-й Московській гімназії.
У 1871 р. закінчив навчання на юридичному факультеті Московського університету зі ступенем кандидата права. Обіймав посаду мирового судді в Петербурзі.
У 1876—1882 роках — член Варшавського окружного суду. Вийшовши у відставку, подорожував у Західній Європі. З кінця 1880-х років оселився в м. Києві.
Збірку археологічних знахідок й мистецьких творів передав до Музею мистецтв у Києві, на основі якого згодом засновано Музей мистецтв Всеукраїнської академії наук, який потім довгий час називався як «Київський музей західного і східного мистецтва», тепер — Музей мистецтв імені Богдана та Варвари Ханенків (знаходиться на вул. Терещенківській). Ханенко провадив на власні кошти археологічні розкопки переважно на території Київщини. Видав збірник «Старожитності Подніпров'я» (рос. Древности Поднепровья, 1—6, 1899—1907 рр.).
Був членом
- Археологічної комісії,
- Київського товариства старожитностей і мистецтв
- Історичного товариства Нестора Літописця,
- почесним членом Імператорської Академії мистецтв й інших наукових товариств.

Був одружений з Варварою Миколаївною Терещенко, дочкою цукропромисловця Миколи Артемовича Терещенка.
З 1892 — директор-розпорядник, а потім — голова правління Південноросійського Товариства сприяння землеробству («Землеробський синдикат»).
Від 1896 р. — директор-розпорядник і голова правління «Товариства цукробурякових та рафінадних заводів братів Терещенків». На початку 1890-х років —
- член Всеросійського товариства цукрозаводчиків,
- член Київського Біржового товариства,
- голова Київського комітету торгівлі і мануфактури.

У 1906–1912 рр. — виборний член Державної Ради Російської імперії від промисловців. Член партії октябристів.
Зібрав велику колекцію творів мистецтва і бібліотеку. Його дружина однією з перших почала збирати давньоруські ікони. Зіграв головну роль у заснуванні Київського художньо-промислового й наукового музею (офіційно відкритий в 1904 р.), основу експозиції якого склала археологічна колекція Ханенків (3145 предметів).
За дарчою дружини, Варвари Ханенко, колекція була передана УАН (Державний музей західного і східного мистецтва).

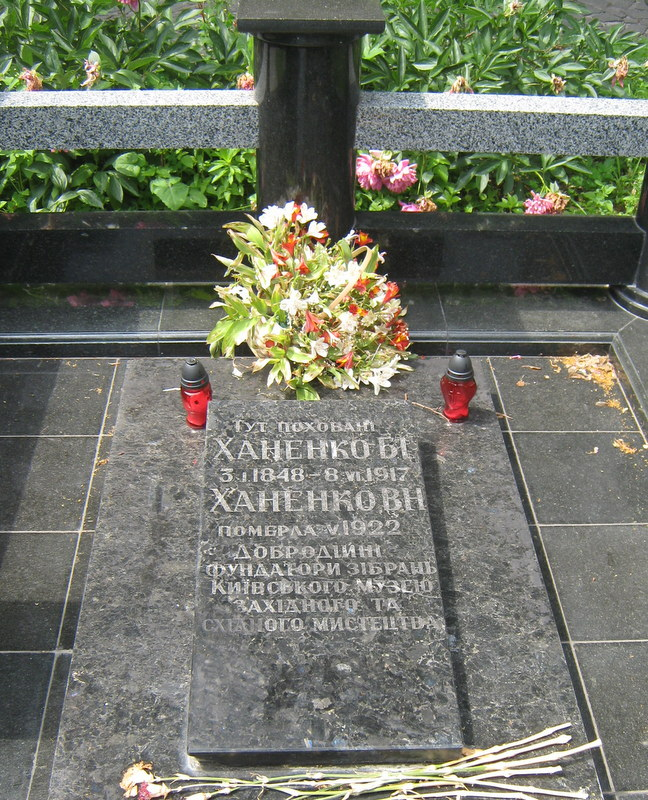
Могила Богдана і Варвари Ханенків

Помер 26 травня (8 червня) 1917 року. Похований в Києві на некрополі Видубицького монастиря.